# Grande Nicobar
La Grande Nicobar est la principale île de l'archipel des Nicobar. La pointe Indira est le point le plus méridional de l'ile et de l'Inde elle-même. 

## Géographie
Grande Nicobar est situé à 180 km au nord de l’île de Sumatra. L'île couvre 921 km2 (356 milles carrés) mais elle est peu peuplée, avec une population de 8 067 habitants. Ce sont des Nicobaris (environ 1000 membres), des Shompen, une tribu de chasseurs-cueilleurs nomades isolée (entre 200 et 300 membres) et, depuis les années 1970, des militaires installés par le gouvernement indien.
La Grande Nicobar est couverte à 95 % de forêts tropicales primaires et de mangroves, peuplée d’espèces endémiques et d'une biodiversité rarissime, riche de lagons, récifs coralliens et plages de sable blanc.
Le plus haut sommet est le mont Thullier qui culmine à 642 m. Un aéroport est situé près de Cmapbell Bey l'INS Baaz.

## Histoire
L’île a été gravement touchée par le tremblement de terre de 2004 dans l’océan Indien, qui a fait de nombreux morts parmi les habitants de la côte.

## Démographie
Les Shom Peng ou Shompen vivent dans les denses forêts de l'intérieur de l'île de la Grande Nicobar. On estime que leur nombre était d'environ 400 en 2001. En 2024, cette tribu de chasseurs-cueilleurs nomades isolée ne compterait plus qu'entre 200 et 300 membres. La survie de ces populations est menacée par un projet afin de positionner l’île en acteur majeur du transbordement de marchandises, créer une zone de libre-échange de « classe mondiale », capable d’offrir une « alternative à Hongkong » et renforcer la présence stratégique de l’Inde dans l’océan Indien,.

## Écologie
Les deux tiers de l'île sont occupés par la Réserve de biosphère de la Grande Nicobar. 
La réserve abrite de nombreuses espèces uniques et endémiques de plantes et d’animaux, notamment le Mégapode des Nicobar (Megapodius nicobariensis, un oiseau mégapode), le Salangane à nid blanc (Aerodramus fuciphagus), le macaque à longue queue de Nicobar (Macaca fascicularis umbrosa), le Crocodile marin (Crocodylus porosus), la Tortue luth (Dermochelys coriacea), la tortue boîte de Malaisie, la musaraigne arboricole de Nicobar, le python réticulé (Python reticulatus) et le Crabe de cocotier, (Birgus latro).

### Webographie
- Notice dans un dictionnaire ou une encyclopédie généraliste :   - Britannica
- Notices d'autorité :   - VIAF
  - LCCN
  - Israël